# Samuel Sebastian Wesley
Pour les articles homonymes, voir Wesley.
Samuel Sebastian Wesley, né le 14 août 1810 à Londres et mort le 19 avril 1876, est un organiste et compositeur britannique.

## Biographie
Il est le fils de Samuel Wesley.